# Pačlavice
Pačlavice är en ort i Tjeckien.   Den ligger i regionen Zlín, i den östra delen av landet, 220 km öster om huvudstaden Prag. Pačlavice ligger 260 meter över havet och antalet invånare är 892.
Terrängen runt Pačlavice är huvudsakligen platt, men åt sydost är den kuperad. Runt Pačlavice är det ganska tätbefolkat, med 70 invånare per kvadratkilometer. Närmaste större samhälle är Kroměříž, 16,8 km öster om Pačlavice. Trakten runt Pačlavice består till största delen av jordbruksmark.